# Nicky
Nicky oder Nikky ist ein männlicher und weiblicher Vorname.

## Herkunft und Bedeutung
Nicky ist im Englischen die Kurzform von Nikolaus (Nicholas) oder der Kosename für Veronika, Monique, Nicole oder Nichole.

## Varianten
- Niki
- Nici
- Nicki
- Nikki
- Nicci

## Namensträger

### Nicky
- Nicky Adler (* 1985), deutscher Fußballspieler
- Nicky Blackmarket (* 1967), britischer DJ
- Nicky Butt (* 1975), englischer Fußballspieler
- Nicky Byrne (* 1978), irischer Sänger
- Nicky Chinn (* 1945), britischer Songwriter und Musikproduzent
- Nicky Cruz (* 1938), puerto-ricanischer Gangster und Evangelist
- Nicky Gumbel (* 1955), britischer Priester und Autor
- Nicky Hayden (1981–2017), US-amerikanischer Motorradrennfahrer
- Nicky Hilton (* 1983), US-amerikanisches Model
- Nicky Hofs (* 1983), niederländischer Fußballspieler
- Nicky Hopkins (1944–1994), britischer Musiker
- Nicky Hunt (* 1983), englischer Fußballspieler
- Nicky Jam (* 1981), US-amerikanischer Sänger
- Nicky Kantor (* 1983), deutscher Schauspieler
- Nicky Katt (1970–2025), US-amerikanischer Schauspieler
- Nicky Oppenheimer (* 1945), südafrikanischer Unternehmer
- Nicky Pastorelli (* 1983), niederländischer Automobilrennfahrer
- Nicky Romero (* 1989), niederländischer DJ und Musikproduzent
- Nicky Salapu (* 1980), amerikanisch-samoanischer Fußballtorhüter
- Nicky Shorey (* 1981), englischer Fußballspieler
- Nicky Skopelitis (* 1949), US-amerikanischer Gitarrist
- Nicky Weaver (* 1979), englischer Fußballtorwart
- Nicky Wuchinger (* 1988), deutscher Musicaldarsteller
- Nicky Youre (* 1999), US-amerikanischer Sänger und Songwriter

### Nikky
- Nikky Andersson (* 1977), ungarische Pornodarstellerin
- Nikky Blond (* 1981), ungarische Pornodarstellerin